# Ріписки
Ріписки (Жеписька, пол. Rzepiska) — село в Польщі, у гміні Гайнівка Гайнівського повіту Підляського воєводства. Населення — 84 особи (2011).

## Історія
Вперше згадується в середині XVIII століття.
У 1975—1998 роках село належало до Білостоцького воєводства.

## Демографія
Демографічна структура станом на 31 березня 2011 року:
|          | Загалом | Допрацездатний вік | Працездатний вік | Постпрацездатний вік |
| -------- | ------- | ------------------ | ---------------- | -------------------- |
| Чоловіки | 46      | 11                 | 28               | 7                    |
| Жінки    | 38      | 8                  | 13               | 17                   |
| Разом    | 84      | 19                 | 41               | 24                   |